# Dead Can Dance

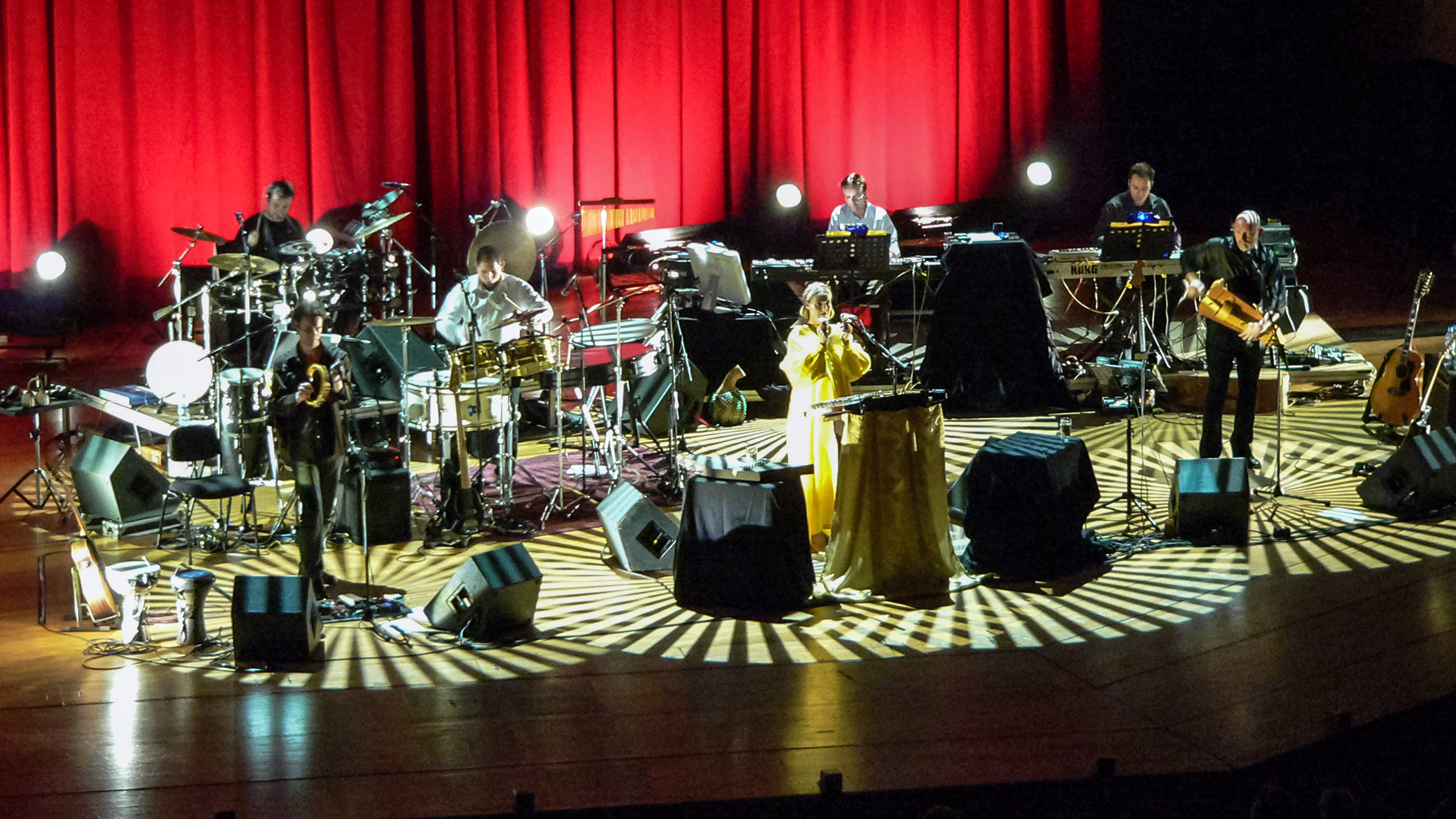
Dead Can Dance podczas koncertu (2005)

Dead Can Dance – brytyjsko-australijska grupa muzyczna prezentująca alternatywne spojrzenie na world music, z wpływami gatunków zaliczanych do szeroko pojętego dark independent. Powstała w 1981 roku w Melbourne z inicjatywy Brytyjczyka Brendana Perry’ego, do którego wkrótce dołączyła Australijka Lisa Gerrard. Zespół rozwiązano w 1998 roku. Siedem lat później, w 2005 roku, został on reaktywowany. Jednak po trasie koncertowej grupa zaprzestała grania. W 2011 roku duet wznowił działalność.

## Historia
Choć Dead Can Dance uformowali się w 1981 roku w Melbourne, to rok później – zdegustowani wąskimi horyzontami tamtejszej sceny muzycznej – przenieśli się do Londynu. Tam w ciągu roku podpisali kontrakt z jedną z najsławniejszych wytwórni muzyki alternatywnej – 4AD. Gdy właściciel firmy, Ivo Watts-Russell, usłyszał nagranie demo grupy i powiedział: „najsilniejszym wrażeniem było poczucie czegoś wyjątkowo oryginalnego”, zwrócił także uwagę na „niezwykły głos Lisy”. W 1983 roku Dead Can Dance nagrali sesję dla Johna Peela, a niedługo później światło dzienne ujrzał ich pierwszy album zatytułowany po prostu Dead Can Dance – kolekcja utworów z lat wcześniejszych. Nie okazał się on wielkim sukcesem, podobno głównie przez problemy z dźwiękiem.
Dużo większym sukcesem można nazwać ich drugi album Spleen and Ideal, choćby dlatego, że znalazł się na drugim miejscu brytyjskiej listy przebojów muzyki niezależnej. Od tego momentu Brendan i Lisa bardziej odważnie eksperymentowali z nowymi instrumentami i formami. Wyruszyli także w trasę koncertową.
Tak naprawdę właścicielowi 4AD najbardziej spodobał się dopiero trzeci album Dead Can Dance, Within the Realm of a Dying Sun, na którym Lisa i Brendan współpracowali z producentem Johnem Riversem. To brzmiało jak nic dotąd – wspomina Ivo.
Sukces ten sprawił, że formacja jeszcze chętniej czerpała inspiracje i motywy z muzyki etnicznej, chorałów gregoriańskich czy w ogóle muzyki dawnej. W krótkim czasie pojawiła się propozycja wykorzystania muzyki duetu na potrzeby filmowych ścieżek dźwiękowych. El Nino De La Luna (Moonchild) z 1988 roku był pierwszym filmem, dla którego zespół nagrał ścieżkę; jednocześnie w filmie debiutowała jako aktorka Gerrard. Natomiast w 1989 roku ich muzyka pojawiła się w filmie Rona Fricke Baraka.
Dopiero w 1993 roku ukazał się album Toward the Within z zapisem ich występu na żywo. 
1998 roku, dwa lata po wydaniu ostatniej studyjnej płyty (Spiritchaser) oficjalnie ogłoszono rozpad zespołu pomimo wcześniejszych planów na nowy materiał. Z ówczesnych sesji nagraniowych ostał się tylko jeden utwór - The Lotus Eaters. 
W 2005 roku Dead Can Dance ogłosiło reaktywację i zagrało kilkadziesiąt koncertów w Europie i Ameryce Północnej. Nie zaowocowała ona jednak nowym albumem, mimo że grano wtedy na koncertach kilka premierowych kompozycji. Jak w późniejszych wywiadach wyjaśniali członkowie zespołu spowodowane było to zmęczeniem po długiej serii koncertów. Zespół rozpadł się ponownie, bez planów na ponowne wznowienie działalności.  
Jednakże, w 2011 roku zespół ponownie się uaktywnił i w 2012 zapowiedziano premierę pierwszego od 16 lat studyjnego albumu (Anastasis). W latach 2012–2013 formacja odbyła promujące go największe jak dotąd światowe tournée obejmujące obie Ameryki, Europę, Azję i Australię.
Zespół odwiedził Polskę pięciokrotnie - w 2005 i 2012 roku, dając koncerty w Warszawskiej Sali Kongresowej, oraz w 2013 roku wracając na trzy kolejne koncerty w Polsce (Wrocław, Sopot, Zabrze).

W 2018 roku zapowiedziano premierę nowego wydawnictwa zespołu - albumu Dionysus, a na następny rok obejmującą Europę trasę „A Celebration - Life & Works 1980-2019” (w tym dwa koncerty w warszawskiej hali Torwar) mającą prezentować, oprócz kompozycji z Dionysus, przekrojowy set oparty w dużej mierze na wczesnej twórczości zespołu. Brendan Perry powiedział o nadchodzącej trasie: 
Będzie coś z Dionysusa, ale zamierzamy się skupić przede wszystkim na przypomnieniu materiału z przeszłości, w tym utworów, których nigdy wcześniej nie wykonywaliśmy na koncertach, również ze wspomnianego już Within the Realm of a Dying Sun czy Spleen and Ideal. Będą też naprawdę stare piosenki, znane światu tylko z sesji dla Johna Peela. Planujemy podróż przez naszą muzykę od jej samego zarania do teraźniejszości
.

## Dyskografia
- Dead Can Dance (1984)
- Garden of the Arcane Delights  (1984)
- Spleen and Ideal (1985)
- Within the Realm of a Dying Sun (1987)
- The Serpent’s Egg (1988)
- Aion (1990)
- A Passage in Time (1991, kompilacja)
- Into the Labyrinth (1993)
- Toward the Within (1994)
- Spiritchaser (1996)
- Dead Can Dance (1981–1998) (2001, box set)
- Wake (2003, kompilacja)
- Anastasis (2012) – złota płyta w Polsce[7]
- In Concert (2013)
- Dionysus (2018)